# Neues Leben (DDR-Zeitschrift)
Die Zeitschrift Neues Leben, später im Titel in kleinen Buchstaben neues leben (kurz: nl) geschrieben, war ein Jugendmagazin in der DDR. Sie wurde vom Zentralrat der FDJ herausgegeben und erschien in deren Verlag Junge Welt.
Unter dem Namen Neues Leben war bereits 1945 eine Wochenzeitung der FDJ erschienen, die aber nach wenigen Jahren eingestellt wurde. Im Zuge einer Periode politischen Tauwetters nach den Aufständen vom 17. Juni 1953 wurde Neues Leben erneut ins Leben gerufen.
Die Aufmachung blieb mit 64 teils farbigen Seiten etwa im A5-Format über Jahrzehnte im Wesentlichen unverändert. Auf der Titelseite war üblicherweise eine Karikatur abgebildet, in den 1970er und 1980er Jahren meist von Thomas Schleusing gezeichnet. Ein weiterer Karikaturist der Zeitschrift war Werner David.
Inhaltlich versuchte das Blatt, einerseits die politische Bildung der Jugend im Sinne des DDR-Systems zu fördern. Andererseits sprach es Themen an, die die Jugendlichen direkt interessieren, dazu gehörten Fragen des täglichen Lebens, Mode, Film, Musik (auch mit Interpreten aus dem westlichen Ausland), Rätsel und Ratgeberseiten. Bekannt war die Kolumne Professor Borrmann antwortet zu Fragen der Sexualität. Regelmäßig gab es Umfragen nach den beliebtesten Filmen oder Musikinterpreten. Darüber hinaus enthielt die Zeitschrift Kurzgeschichten, naturwissenschaftliche und technische Beiträge. Diese Mischung führte zu einer hohen Popularität des Blattes.
Trotz einer Auflage von 540.000 Exemplaren war die Zeitschrift an den Kiosken schnell vergriffen, Abonnements waren ebenfalls nur sehr schwer zu erhalten.
Nach der politischen Wende übernahm zunächst der Verlag Pabel-Moewig den Verlag Junge Welt und auch die Rechte an der Zeitschrift. Kurzzeitig erschien sie unter dem Titel neu leben. Anfang 1992 wurde die Zeitschrift eingestellt, die zuletzt nur noch 30.000 Abonnenten erhielten daraufhin die Zeitschrift Coupé.